# Irina Gerlits
Irina Gerlits, född den 29 april 1966 i Krasnokutsk, Ukrainska SSR, Sovjetunionen, är en sovjetisk/kazakstansk basketspelare som var med och tog OS-guld 1992 i Barcelona. Hon tävlade för det förenade laget.